# 히가시나리구
히가시나리구(일본어: 東成区 히가시나리쿠[*])는 일본 오사카부 오사카시를 구성하는 24개의 구 중 하나이다.

## 역사
- 1925년 - 히가시나리군(東成郡)이 오사카시로 편입하여 히가시나리구가 발족함.
- 1932년 - 아사히구(旭区)가 분리됨.
- 1943년 - 조토구(城東区)가 분리됨.

1925년에 발족할 당시에는 지금의 오사카시 북동쪽의 대부분을 관할하는 큰 구였다. 그 이후에는 자주 구가 분리되어서 지금은 나니와구(浪速区) 다음으로 면적이 작은 구이지만, 인구 밀도는 조토구(城東区), 니시나리구(西成区), 아베노구(阿倍野区) 다음으로 4번째로 높다.
『공장이 매우 많은 일본 유수의 중소기업 집적지』라는 오사카부 동부의 특징을 전부 갖추고 있으며, 안에는 고쿠요(コクヨ)나 도기만하야시(ドギーマンハヤシ)같은 대기업 본사도 있다. 인접한 이쿠노구(生野区)의 영향으로 시내에서는 이쿠노구 다음으로 재일교포의 비율이 높고, 남쪽의 히가시오바세 상점가(東小橋商店街)에는 한국 요리나 의류를 파는 가게가 많지만 최근에는 감소하고 있다.

## 교통

### 철도
- 오사카 메트로
  - 주오선
    - (← 주오구 모리노미야역) - 미도리바시역 - 후카에바시역 - (히가시오사카시 다카이다역 →)

  - 센니치마에선
    - (← 이쿠노구 쓰루하시역) - 이마자토역 - 신후카에역 - (이쿠노구 쇼지역 →)

  - 이마자토스지선
    - (← 조토구 시기노역) - 미도리바시역 - 이마자토역

### 도로
- 한신 고속도로
- 국도 제308호선 (일본)(일본어판)
- 국도 제479호선